# Dekanat warszawsko-lubelski
Dekanat warszawsko-lubelski (protoprezbiterat warszawsko-lubelski) – były dekanat (protoprezbiterat) archieparchii przemysko-warszawskiej utworzony dekretem nr 79/III/2017 z dnia 11 marca 2017 r. Składał się z 6 parafii Kościoła greckokatolickiego w Polsce. Dekanat przestał funkcjonować dnia 15 lutego 2021 r. na podstawie dekretu metropolity przemysko-warszawskiego Eugeniusza Popowicza w związku ze zmianami terytorialnymi w diecezji wynikającymi z utworzenia eparchii olsztyńsko-gdańskiej przez papieża Franciszka. Parafie wchodzące w skład dekanatu zostały podzielone między nowo powstałe protoprezbiteraty: warszawsko-łódzki i przemysko-lubelski.

## Parafie
- parafia Zaśnięcia Najświętszej Marii Panny w Warszawie, ul. Miodowa 16 (wydzielona z dekanatu olsztyńskiego)
- parafia bł. Mikołaja Czarneckiego w Warszawie, ul. Domaniewska 20 (korzysta z kaplicy przy parafii rzymskokatolickiej pw. NMP Matki Kościoła w Warszawie[5][6])
- parafia Zwiastowania Najświętszej Marii Panny w Warszawie, ul. Myśliborska 100[7]
- parafia Opieki Najświętszej Marii Panny w Warszawie, al. Stanów Zjednoczonych 55[8]
- Ośrodek Duszpasterski w Warszawie, ul. Grochowska 365
- parafia Narodzenia Najświętszej Maryi Panny w Lublinie, Al. Warszawska 84 (wydzielona z dekanatu przemyskiego)
- parafia św. Mikołaja Cudotwórcy w Chełmie, ul. św. Mikołaja 4 (wydzielona z dekanatu przemyskiego)
  - cerkiew Objawienia Pańskiego w Korczminie
- parafia Ofiarowania Pańskiego w Łodzi
- parafia św. Jozafata Kuncewicza w Piasecznie
- parafia greckokatolicka Wniebowstąpienia Pańskiego w Radomiu
- parafia greckokatolicka Zwiastowania Najświętszej Maryi Panny w Tarnowie, ul. Dwernickiego 1[2]
- Ośrodki Duszpasterskie w Kielcach, Grójcu, Ożarowie Mazowieckim, Pruszkowie i Piotrkowie Trybunalskim